# Nubische geit

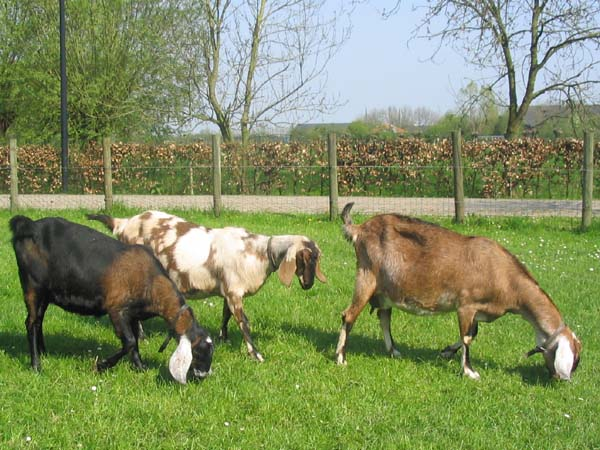
Nubische geiten

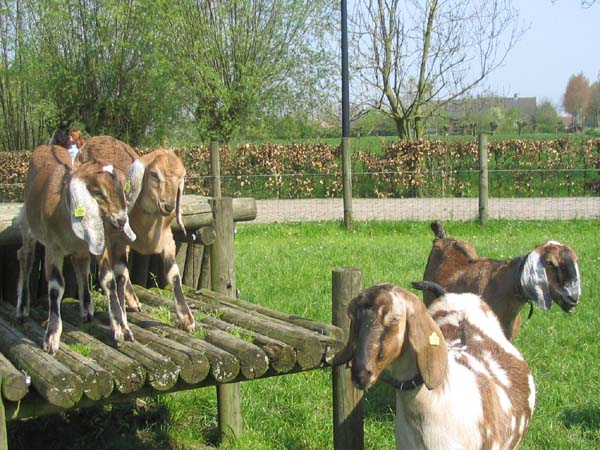
Nubische geiten met lammeren

De Nubische geit is een geitenras, dat in Engeland is ontstaan door een aantal verschillende maar voornamelijk Oosterse rassen met elkaar te kruisen.
In de tweede helft van de negentiende eeuw werden er op Engelse stoomboten melkgeiten uit Egypte en andere delen van Afrika meegenomen. In Engeland werden deze hangoorgeiten gekruist met Engelse landgeiten. Rond de eeuwwisseling hebben de Engelsen drie oosterse bokken geïmporteerd, die belangrijk waren voor de verdere ontwikkeling van het ras. Deze bokken zijn de stamvaders van het Anglo-Nubische ras, welke in 1910 officieel is erkend door de British Goat Society.
In 1982 werden de eerste Anglo-Nubische geiten naar Nederland gehaald. Tussen 1984 en 1986 werden nog eens 200 geiten uit Engeland geïmporteerd. In Nederland wordt de uierkwaliteit en de melkproductie van de Nubische geit verbeterd. Vanaf 1988 spreekt men van de Nederlandse Nubische geit. De rasstandaard, die vrijwel gelijk is aan de Engelse, werd in 1991 opgesteld. In 2004 zijn er ongeveer 700 Nederlandse Nubische geiten.

## Rasstandaard
De Nubische geit is een goed ontwikkelde, sterke geit, die het gewenste melktype vertoont, met behoud van de kenmerken die het Nubische ras eigen zijn. De Nubische geit is het grootste geitenras ter wereld. Vrouwelijke dieren hebben een minimale schofthoogte van 78 cm en kunnen tussen 80 en 100 kg wegen. Bokken hebben een minimale schofthoogte van 85 cm en wegen soms zelfs meer dan 150 kg. De kop wordt hoog (majestueus) gedragen op een lange slanke nek zonder belletjes of sik. De grote, donkere ogen weerspiegelen het zachtaardige karakter van het oosterse ras. Het neusbeen is mooi gebogen (ramsneus). De lange, brede, hangende oren reiken tot voorbij de lippen (minstens twee centimeter er voorbij). Oorlengtes variëren en zij kunnen langer dan dertig centimeter worden. De geit heeft een wat steile schouderplaatsing en een hoge schoft. De middenhand is wigvormig. Het kruis is breed, vlak, lang en iets hellend. De benen zijn iets langer dan de diepte van de borst. De verhouding beenlengte ten opzichte van borstdiepte is 60: 40. De uier is goed ontwikkeld, ruim, soepel, halfbolvormig en goed aangesloten met een correcte speenplaatsing. De beharing is kort, fijn en glanzend. Alle kleurschakeringen zijn mogelijk en toegestaan.

## Eigenschappen
Nubische geiten vallen niet alleen op door hun markante uiterlijk en statige houding, maar ook door hun zachte en aanhankelijke karakter. Ze worden steeds vaker op kinderboerderijen gehouden.
De melkproductie blijft gemiddeld iets achter bij de overige geitenrassen, maar de melk heeft gemiddeld wel een hoger vet- en eiwitgehalte. Hierdoor is de melk goed geschikt om verwerkt te worden tot kaas en yoghurt.